# کانگ مین-او
کانگ مین-او (انگلیسی: Kang Min-ho؛ زادهٔ ۱۸ اوت ۱۹۸۵) بازیکن بیس‌بال اهل کره جنوبی است.
وی در مسابقات کشوری و بین‌المللی در مجموع برندهٔ ۲ مدال طلا، ۱ مدال نقره شده‌است.